# Clathria compressa
Clathria compressa är en svampdjursart som först beskrevs av James Scott Bowerbank 1875.  Clathria compressa ingår i släktet Clathria och familjen Microcionidae. Inga underarter finns listade i Catalogue of Life.